# Coppa Intercontinentale 1977 (calcio)
La Coppa Intercontinentale 1977 è stata la diciassettesima edizione del trofeo riservato alle squadre vincitrici della Coppa dei Campioni e della Coppa Libertadores.

## Avvenimenti
In seguito alla rinuncia del Liverpool a partecipare alla manifestazione, il posto della squadra campione d'Europa fu preso dal Borussia Mönchengladbach, finalista perdente della Coppa dei Campioni 1976-1977.
La gara di andata si concluse con un pareggio per 2-2: dopo l'iniziale vantaggio dei padroni di casa argentini grazie ad una rete di Mastrángelo, il gioco rapido ed efficace dei tedeschi, pur privi di due elementi chiave come Simonsen e Heynckes, permise alla squadra ospite di rimontare e di portarsi in vantaggio già nel primo tempo. Salvati dalle parate del portiere Gatti, gli Xeneizes riuscirono a pareggiare, pur mostrando nel complesso un gioco più lento e involuto rispetto agli avversari.
Per la prima volta nella storia della competizione, la gara di ritorno venne disputata in una stagione agonistica differente da quella dell'andata. La cessione di Bonhof indebolì notevolmente la compagine tedesca, che nella partita giocata a Karlsruhe venne penalizzata da alcuni errori difensivi individuali e subì tre reti già nel primo tempo, consegnando la prima Coppa Intercontinentale agli argentini del Boca Juniors, alla loro prima affermazione nel torneo.
Nel 2017, la FIFA ha equiparato i titoli della Coppa del mondo per club e della Coppa Intercontinentale, riconoscendo a posteriori anche i vincitori dell'Intercontinentale come detentori del titolo ufficiale di "campione del mondo FIFA", inizialmente attribuito soltanto ai vincitori della Coppa del mondo per club.

## Tabellini

### Andata
| Arbitro: | Nikola Doudine |

| |            | |
| Mastrángelo 34’ Ribolzi 51’ | Marcatori  | 24’ Hannes 29’ Bonhof |
| · Santos · Sá · Bordón · Pernía · Suñé · Mouzo · Mastrángelo · 46’ Benítez · 64’ Pavón · Zanabria · Salinas · A disposizione: · 46’ Ribolzi · 64’ Álvarez | Formazioni | · Kleff · Wohlers · Hannes · Wimmer 56’ · Vogts · Schäfer · Bohnhof · Kulik · Del'Haye · Nielsen · Lienes · A disposizione: · Danner 56’ |
| Lorenzo | Allenatori | Lattek |

### Ritorno
| Arbitro: | Roque Cerullo |

| |            | |
| | Marcatori  | 2’ Felman 33’ Mastrángelo 37’ Salinas |
| · Kneib · Ringels · Hannes · 46’ Wohlers · Vogts · Nielsen · Bruns · Kulik · Simonsen · 72’ Lausen · Gores · A disposizione: · 46’ Schäfer · 72’ Lienen | Formazioni | · Gatti · Tesare · Suárez · Pernía · Suñé · Bordón · Mastrángelo · Zanabria · Saldaño 46’ · Salinas · Felman · A disposizione: · Veglio 46’ |
| Lattek | Allenatori | Lorenzo |